# روبرت كرامر
روبرت كرامر هو سياسي سويسري، ولد في 7 فبراير 1954 في أمستردام في هولندا. نشط حزبياً في حزب الخضر السويسري ‏. وقد انتخب عضو مجلس الولايات السويسري ‏ (3 ديسمبر 2007 – 1 ديسمبر 2019).